# خانه قاسم حاج غلامرضا
خانه قاسم حاج غلامرضا مربوط به دوره پهلوی است و در کرمان، خیابان شهید ایرانمنش واقع شده و این اثر در تاریخ ۱۲ شهریور ۱۳۸۰ با شمارهٔ ثبت ۳۷۰۴ به‌عنوان یکی از آثار ملی ایران به ثبت رسیده است.